# Schnabelseeschlange
Die Schnabelseeschlange (Hydrophis schistosus; Syn.: Enhydrina schistosa), auch als Schnabelköpfige Seeschlange bezeichnet, ist eine Schlangenart aus der Gattung der Ruderschlangen (Hydrophis) und wird innerhalb der Familie der Giftnattern zu den Seeschlangen eingeordnet.

## Merkmale
Die Schnabelseeschlange erreicht selten über 110 cm, maximal 140 cm Gesamtlänge. Dabei entfallen bis etwa 18 cm auf den Schwanz. Der Oberkiefer trägt einen weichen, schnabelähnlichen Schnauzenfortsatz, dem die Art ihren umgangssprachlichen Namen zu verdanken hat. Die Schuppen am Kinn sind klein, das Kinn trägt jedoch eine Schuppe die als dolchartiger Fortsatz ausgebildet ist. Die Anzahl der Dorsalschuppenreihen variiert am Hals zwischen 43 und 52 (Männchen) bzw. zwischen 48 und 55 (Weibchen). Um die Körpermitte zeigen sich 53 bis 60 (Männchen) bzw. 55 bis 65 (Weibchen) Reihen Dorsalschuppen. Die Schuppen sind gekielt und können nebeneinander liegend oder leicht überlappend sein. Die Anzahl der Bauchschilde liegt zwischen 262 und 322. Die Präanalschilde sind nur geringfügig vergrößert. Der Giftapparat besteht, wie für Giftnattern typisch, aus seitlich des Schädels befindlichen Giftdrüsen (spezialisierte Speicheldrüsen) und im vorderen Oberkiefer befindlichen, unbeweglichen Fangzähnen (proteroglyphe Zahnstellung). Beiderseits zeigen sich im Oberkiefer 3 bis 4 weitere Zähne hinter den Fangzähnen. Adulte Tiere sind einheitlich grau gefärbt. Jungtiere sind oberseits dunkelgrau, unterseits weißlich gefärbt und der Körper wird von schwarzen Ringen gezeichnet.

## Verbreitung
Die Schnabelseeschlange wird in einem sehr großen Verbreitungsgebiet angetroffen und kommt vom Persischen Golf über die Arabische See, den Golf von Bengalen und Südostasien bis Papua-Neuguinea und Nordaustralien vor. Die Art ist neritisch, besiedelt also küstennahe Flachwasserzonen, wobei diese auch unter dem Einfluss der Gezeiten stehen können. Der Untergrund in den Gewässern ist weich und sandig oder schlammig. Das Spektrum der Habitate umfasst flache, offene Meere, Flussmündungen und Ästuare, Küstenlagunen und Mangrovenwälder. Auch in Binnengewässern kann die Schnabelseeschlange angetroffen werden. Sie wandert Flüsse hinauf und wurde in Goa, Indien, bereits mindestens sieben Kilometer flussaufwärts angetroffen.

## Lebensweise
Die Schnabelseeschlange ist sowohl tag- als auch nachtaktiv. Häufig geht die Schnabelseeschlange im seichten Wasser von Flussmündungsbereichen auf Beutesuche. Das Beutespektrum umfasst Welsartige und Kugelfische, die in Grundnähe im trüben Wasser ertastet werden. Auch Kopffüßer werden erbeutet. Diese Art hat einen eng synchronisierten jährlichen Fortpflanzungszyklus. Die Fortpflanzung erfolgt durch Ovoviviparie, also ei-lebendgebärend. Die Wurfgröße variiert zwischen 4 und 34 Jungschlangen, womit die Schnabelseeschlange eine für Seeschlangen ungewöhnlich hohe Nachkommenzahl hat. Dies lässt die Vermutung zu, dass die Sterberate der Jungtiere dieser Art relativ hoch sein könnte.
Die Jungschlangen weisen bei der Geburt eine Kopf-Rumpf-Länge von 21 bis 24 cm auf und wachsen im ersten Jahr etwa 0,1 cm täglich. Weibchen erreichen die Geschlechtsreife mit circa 2 Jahren. 10 bis 20 % der Jungtiere überleben das erste Jahr und 6 % der Weibchen erreichen die Geschlechtsreife. Individuen die älter als vier Jahre sind stellen nur einen geringen Teil der Population dar.

## Population, Gefährdung und Schutz

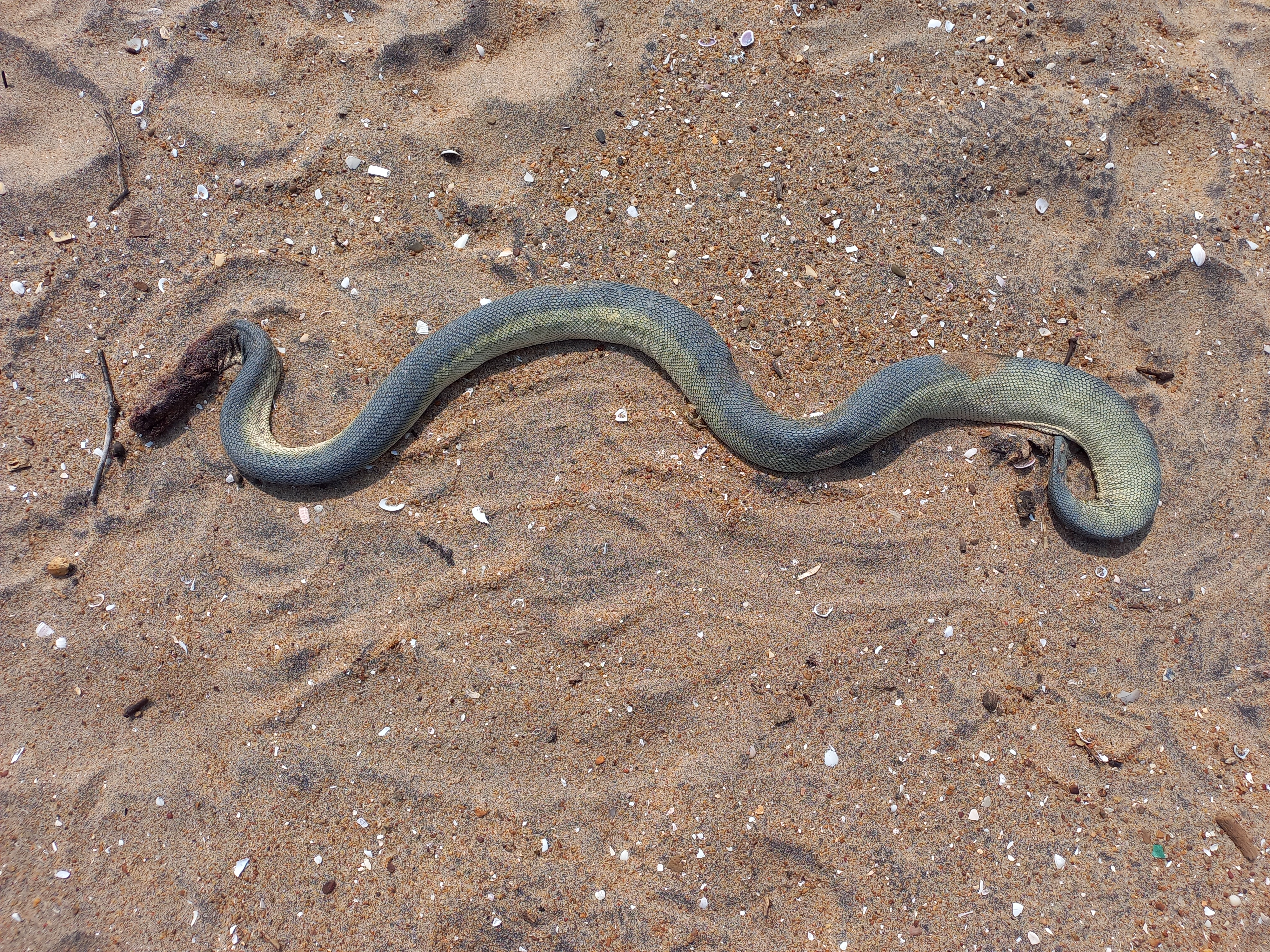
Schnabelseeschlange, Totfund bei Kakinada, Indien.

Die Schnabelseeschlange wird regional verhältnismäßig selten angetroffen. Vor Weipa, Queensland, wurden in vier Nächten 220 Seeschlangen aus 8 Arten beobachtet. Davon wurden 10 Individuen der Schnabelseeschlange festgestellt. Wiederfangstudien in Malaysia, im Mündungsgebiet des Sungai Muar, lassen dort eine Populationsgröße von 600 bis 2000 Jungtieren und 900 bis 2500 adulten Tieren schätzen.
Die Art wird durch die Trawlerfischerei auf bestimmte Garnelenarten gefährdet, die in flachen Gewässern mit Schleppzeiten von nur 15 bis 20 Minuten stattfindet. Die kurze Verweildauer führt zu einer geringeren Sterblichkeit im Netz. Allerdings gibt es Hinweise darauf, dass die Sterblichkeit nach dem Wiederaussetzen hoch sein könnte. In flachen Lagunen der Westküste von Sri Lanka kommt die Schnabelseeschlange häufig vor und kommt dort als Beifang mit dem Menschen in Kontakt. Für die Fischer ist sie eine der Hauptverursacher von Schlangenbissen und wird aus diesem Grund oftmals getötet, bevor sie aus den Netzen entfernt wird. Weitere Bedrohungen könnten die Verschmutzung von Küstengewässern sowie der Fang für die Herstellung von Antivenin in Australien, Malaysia und Thailand sein.
Derzeit ist keine Seeschlangenart in der CITES-Liste (Washingtoner Artenschutzabkommen) aufgeführt. Seeschlangen sind in Australien geschützt, seit sie im Jahr 2000 vom Ministerium für Umwelt und Wasserressourcen in die Liste der “Listed Marine Species” aufgenommen wurden. Sie sind in Australien durch den Environment Protection Biodiversity and Conservation Act 1999 geschützt. Danach müssen alle australischen Unternehmen, die direkt oder indirekt geschützte Arten beeinflussen, die Nachhaltigkeit ihres Handelns in Bezug auf die betroffenen Arten nachweisen.

## Taxonomie
Die wissenschaftliche Erstbeschreibung erfolgte 1803 durch den französischen Zoologen François-Marie Daudin unter der Bezeichnung „Hydrophis schistosus“. Das Epitheton „schistosus“ ist wahrscheinlich eine Anlehnung an die Körperfärbung der Art („schieferfarben“). Es werden keine Unterarten aufgeführt. Folgende Synonyme sind bekannt:
- Hydrophis schistosus Daudin 1803; Holotypus: BMNH 1946.1.10.7 (Terra typica: Tranquebar, Indien)
- Hydrus valakadyn Boie 1827
- Disteira russelii Fitzinger 1827 (basierend auf Russel 1801)
- Polyodontes annulatus Lesson 1831
- Hydrophis schistosa Schlegel 1837
- Hydrophis subfasciata Gray 1842
- Hydrophis bengalensis Gray1842
- Enhydrina valakadyen – Gray1849 (emend.)
- Thalassophis werneri Schmidt 1852
- Hydrophis schistosus – Duméril & Bibron 1854
- Hydrophis schistosa – Fischer 1856
- Enhydrina schistosa Stoliczka 1870
- Enhydrina valakadyen Stoliczka 1870
- Hydrophis fasciatus – Jan 1872
- Hydrophis schistosus – Jan 1872
- Enhydrina valacadyen – Anderson 1872
- Enhydrina valakadien – Boulenger 1890 (emend.)
- Enhydrina vikadien – Boettger 1892 (in errore)
- Enhydrina schistosa – Van Denburgh 1895
- Enhydrina valakadien – Boulenger 1896
- Enhydrina velakadien – Flower 1899 (in errore)
- Enhydrina valakadyn – Stejneger 1907
- Enhydrina valakadien – Gadow 1909
- Enhydrina valakadyn – Wall 1909
- Enhydrina valakadyen – Wall 1921
- Enhydrina schistosa – Smith 1943
- Disteira schistosa – McDowell 1972
- Disteira schistosa – Grandison 1978
- Enhydrina schistosa – Glaw & Vences 1994
- Disteira schistosa – Rasmussen 1997
- Enhydrina schistosa – Cox et al. 1998
- Enhydrina schistosa – Murphy, Cox & Voris 1999
- Enhydrina schistosa – Cogger 2000
- Enhydrina schistosa – Wilson & Swan 2010
- Enhydrina schistosa – Rasmussen et al. 2011
- Hydrophis schistosus – Sanders et al. 2012
- Enhydrina schistosa – Wallach et al. 2014
- Enhydrina schistosus – Chan-Ard et al. 2015
- Hydrophis schistosus – Rezaie-Atagholipour et al. 2016

## Schlangengift
Die Art besitzt einen Giftapparat und setzt ihr Giftsekret zum Beuteerwerb ein, in Bedrängnis kann sie jedoch reizbar sein und sich durch Giftbisse zur Wehr setzen. Bissunfälle mit dem Menschen können zu schwerwiegenden und tödlichen Vergiftungen führen. Bei einem Giftbiss werden Giftmengen zwischen 7 und 20 mg (Trockengewicht) abgegeben. Die mittlere Letaldosis wird mit 0,164 mg/ kg (subkutan, Maus) angegeben. Für den Menschen könnte eine abgegebene Giftmenge von 1,5 mg bereits zu einer signifikanten Vergiftung führen. Das Toxingemisch der Schnabelseeschlange enthält insbesondere postsynaptisch wirksame Neurotoxine, also Substanzen, welche die postsynaptischen Nikotinrezeptoren blockieren und somit die Erregungsübertragung auf die motorische Endplatte hemmen. Dies führt zu einer Paralyse. Myotoxische Bestandteile sind wahrscheinlich ebenfalls im Gift der Art enthalten. Nach Giftbiss treten lokal nur leichte oder gar keine Beschwerden auf. Innerhalb der ersten sechs Stunden nach Giftbiss bilden sich Lähmungsanzeichen wie flache Atmung oder Ptosis sowie Hinweise auf eine Myolyse aus. Sekundär kann es zu nierenschädigenden oder kardiotoxischen Effekten kommen, wobei Nierenversagen die häufigste Todesursache bei letalen Verläufen ist. Nach Giftbiss sollte ein Druckverband angelegt werden, um die Ausbreitung der Giftstoffe von der Bissstelle aus zu verlangsamen (Pressure/ Immobilization Technique). Neben der symptomatischen Therapie ist die Gabe von Antivenin (Sea Snake Antivenom, CSL Limited) die wichtigste therapeutische Maßnahme, unter Umständen sind mehrere Dosen des Antiserums erforderlich.
Es kommt regelmäßig zu Bissunfällen, die Mehrzahl der schwer oder tödlich verlaufenden Vergiftungen durch Seeschlangen geht auf die Schnabelseeschlange zurück. Dies ist vermutlich auf die Kombination von hoch potentem Giftsekret, großer Giftmenge und dem Lebensraum in flachen Mündungsbereichen. Hier kommt es häufig zu Kontakt zwischen der Schlangenart und einheimischen Dorfbewohnern, wenn die Fischer im Wasser waten.
Die Schnabelseeschlange ist die wichtigste Seeschlangenart für die Gewinnung von Schlangengift zur Herstellung von Antivenin.